# Kastanjebuikijsvogel
De kastanjebuikijsvogel (Todiramphus farquhari) is een vogel uit de familie Alcedinidae (ijsvogels). De vogel werd in 1899 geldig beschreven door Richard Bowdler Sharpe en als eerbetoon vernoemd naar kapitein A.M. Farquhar die de vogel opzond naar Londen. Deze ijsvogel is endemisch op Vanuatu, een eilandengroep in Melanesië ten oosten van de Koraalzee-eilanden, ten zuiden van de Salomonseilanden, ten westen van Fiji en ten noorden van Nieuw-Caledonië.

## Kenmerken
De vogel is 19 cm lang. Het is een middelgrote ijsvogel in de kleuren donkerblauw, kastanjebruin en wit. Van boven is de vogel glanzend paarsblauw met een helderwitte kraag. Het masker rond het oog is diepzwart, de borst en buik zijn kastanjebruin.

## Verspreiding en leefgebied
De vogel komt alleen voor op de eilanden Espiritu Santo, Malo, Aore en Malakula in Vanuatu. Het leefgebied bestaat uit dicht tropisch bos, zowel regenwoud als droger bos; daar "vervangt" deze ijsvogel de sterk gelijkende witkraagijsvogel die meer aan de kust gebonden is. De vogel wordt ook wel in gedegradeerd bos gezien tot op een hoogte van 800 m boven zeeniveau. De vogel foerageert op hagedissen en insecten.

## Status
De kastanjebuikijsvogel heeft een beperkt verspreidingsgebied en daardoor is de kans op uitsterven aanwezig. De grootte van de populatie werd in 2022 door BirdLife International geschat op 14.000 tot 94.000 volwassen individuen en de populatie-aantallen nemen af door habitatverlies. Het leefgebied wordt aangetast door ontbossing waarbij natuurlijk bos wordt omgezet in gebied voor beweiding met vee. Om deze redenen staat deze soort als gevoelig op de Rode Lijst van de IUCN.